# Coll de la Creu (Conca de Dalt)
El Coll de la Creu és una collada situada a 1.297,3 msnm al municipi de Conca de Dalt (Pallars Jussà), en territori de l'antic municipi d'Hortoneda de la Conca. És a la intersecció del vessant nord del Montpedrós amb la Serra de Coll de Neda, als límits de la Reserva Nacional de Caça de Boumort, al nord de les Bordes de Segan. Hi passa l'única pista practicable que des d'Hortoneda puja a la Serra de Boumort.